# Списак српских хемичара
Најзначајнији хемичари српског порекла, или који су стварали у Србији су:
- Филип Бихеловић (1981 —)
- Радивоје Продановић (1972  —)
- Веселин Маслак (1970 —)
- Веле Тешевић (1963 —)
- Снежана Зарић (1962 —)
- Радомир Саичић (1961 —)
- Светлана Марковић (1959 —)
- Тибор Сабо (1958 —)
- Душан Сладић (1958 —)
- Иван Гутман (1947 —)
- Славко Ментус (1946 —)
- Снежана Бојовић (1945 —)
- Слободан Милосављевић (1941 —)
- Милан Вукчевић (1937 — 2003)
- Петар Пфендт (1934  — 2021)
- Живорад Чековић (1934 —)
- Мирослав Гашић (1932 —)
- Драгутин Дражић (1930 — 2008)
- Слободан В. Рибникар (1929 — 2008)
- Александар Деспић (1927 — 2005)
- Драгомир Виторовић (1926 — 2015)
- Паула Путанов (1925 — 2014)
- Ђорђе Стефановић (1904 — 1988)
- Панта Тутунџић (1900 — 1964)
- Милош Младеновић (1898 — 1973)
- Вукић Мићовић (1896 — 1981)
- Светозар Јовановић (1895 — 1951)
- Александар М. Леко (1890 — 1982)
- Персида Илић (1888 — 1957)
- Миливоје С. Лозанић (1878 — 1963)
- Никола Пушин (1875 — 1947)
- Марко В. Николић (1869 — 1911)
- Милорад Јовичић (1868 — 1937)
- Александар Зега (1860 — 1928)
- Марко Т. Леко (1853 — 1932)
- Сима Лозанић (1847 — 1935)
- Михаило Рашковић (1827 — 1872)
- Коста Тодоровић (хемичар)
- Дејан Даниловић
- Ђорђе Димитријевић
- Предраг Ђурђевић
- Момчило Мокрањац
- Владимир Рекалић
- Јасмина Агбаба
- Јасна Адамов
- Милена Бечелић-Томин
- Татјана Ђаковић Секулић